# Obražiïvka
Obražiïvka (in ucraino Ображіївка?; in russo Ображиевка?, Obražievka) è un centro abitato dell'Ucraina.